# 15129 Спаркс
15129 Спаркс (15129 Sparks) — астероїд головного поясу, відкритий 9 березня 2000 року.
Тіссеранів параметр щодо Юпітера — 3,497.